# 36.º distrito congresional de California
El 36.º distrito congresional es un distrito congresional que elige a un Representante para la Cámara de Representantes de los Estados Unidos por el estado de California.  Según la Oficina del Censo, en 2011 el distrito tenía una población de 662 298 habitantes. Actualmente el distrito está representado por el Demócrata Raul Ruiz.

## Demografía
Según la Oficina del Censo de los Estados Unidos, en 2011 había 662 298 personas residiendo en el 36.º distrito congresional. De los 662 298 habitantes, el distrito estaba compuesto por 448 964 (67.8%) blancos; de esos, 419 925 (63.4%) eran blancos no latinos o hispanos. Además 28 486 (4.3%) eran afroamericanos o negros, 3 765 (0.6%) eran nativos de Alaska o amerindios, 106 312 (16.1%) eran asiáticos, 2 842 (0.4%) eran nativos de Hawái o isleños del Pacífico, 68 190 (10.3%) eran de otras razas y 32 778 (4.9%) pertenecían a dos o más razas. Del total de la población 217 568 (32.9%) eran hispanos o latinos de cualquier raza; 171 239 (25.9%) eran de ascendencia mexicana, 3 943 (0.6%) puertorriqueña y 3 033 (0.5%) cubana. Además del inglés, 3 859 (24.6%) personas mayor a cinco años de edad hablaban español perfectamente.
El número total de hogares en el distrito era de 258 112 y el 59.6% eran familias en la cual el 28 tenían menores de 18 años de edad viviendo con ellos. De todas las familias viviendo en el distrito, solamente el 43.4% eran matrimonios. Del total de hogares en el distrito, el 5.6 eran parejas que no estaban casadas, mientras que el 0.5% eran parejas del mismo sexo. El promedio de personas por hogar era de 2.55. 
En 2011 los ingresos medios por hogar en el distrito congresional eran de US$66 723, y los ingresos medios por familia eran de US$104 457. Los hogares que no formaban una familia tenían unos ingresos de US$101 764. El salario promedio de tiempo completo para los hombres era de US$61 062 frente a los US$49 758 para las mujeres. La renta per cápita para el distrito era de US$36 470. Alrededor del 10.3% de la población estaban por debajo del umbral de pobreza.